# Naturschutzgebiet Hölzchen

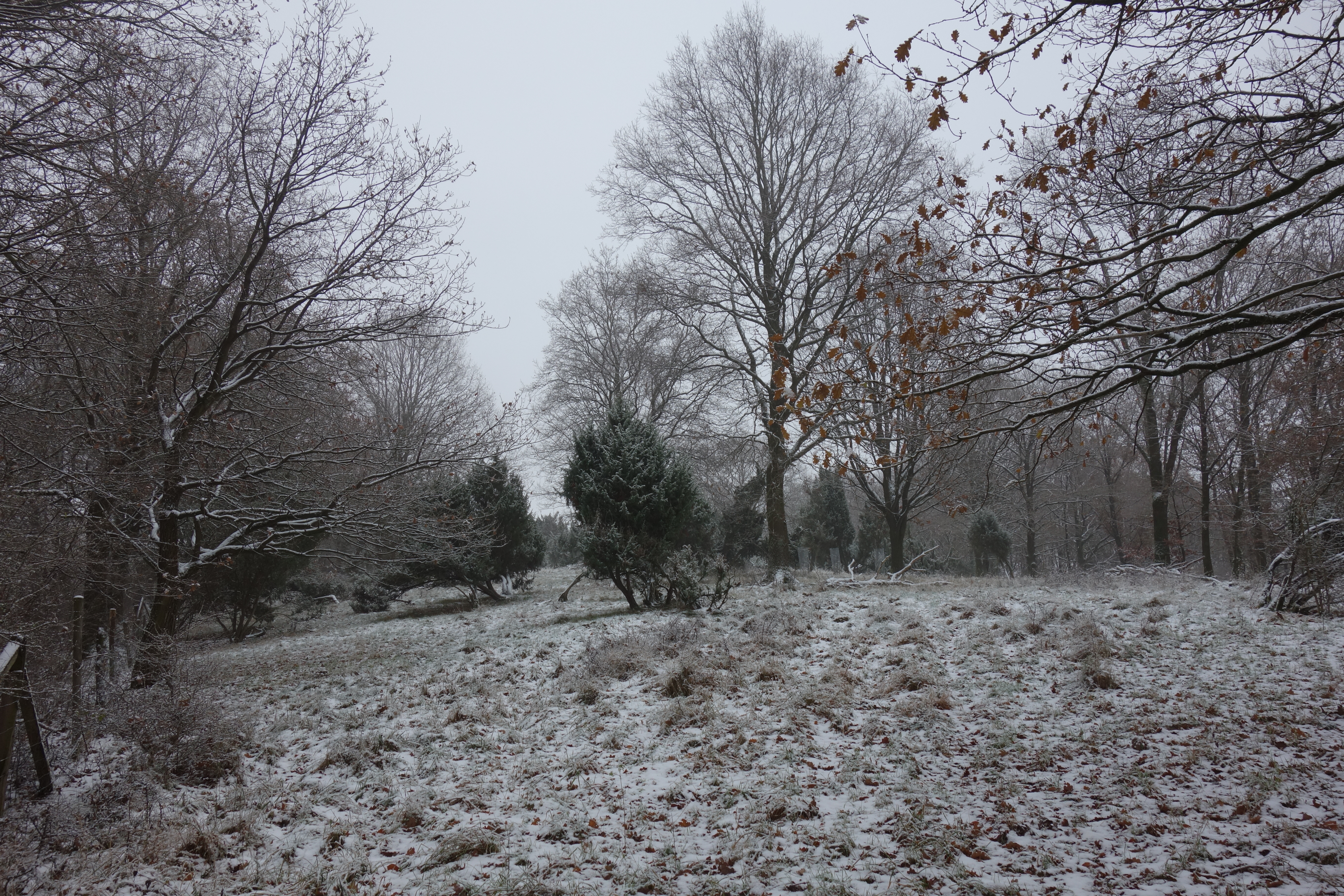
NSG von Süden

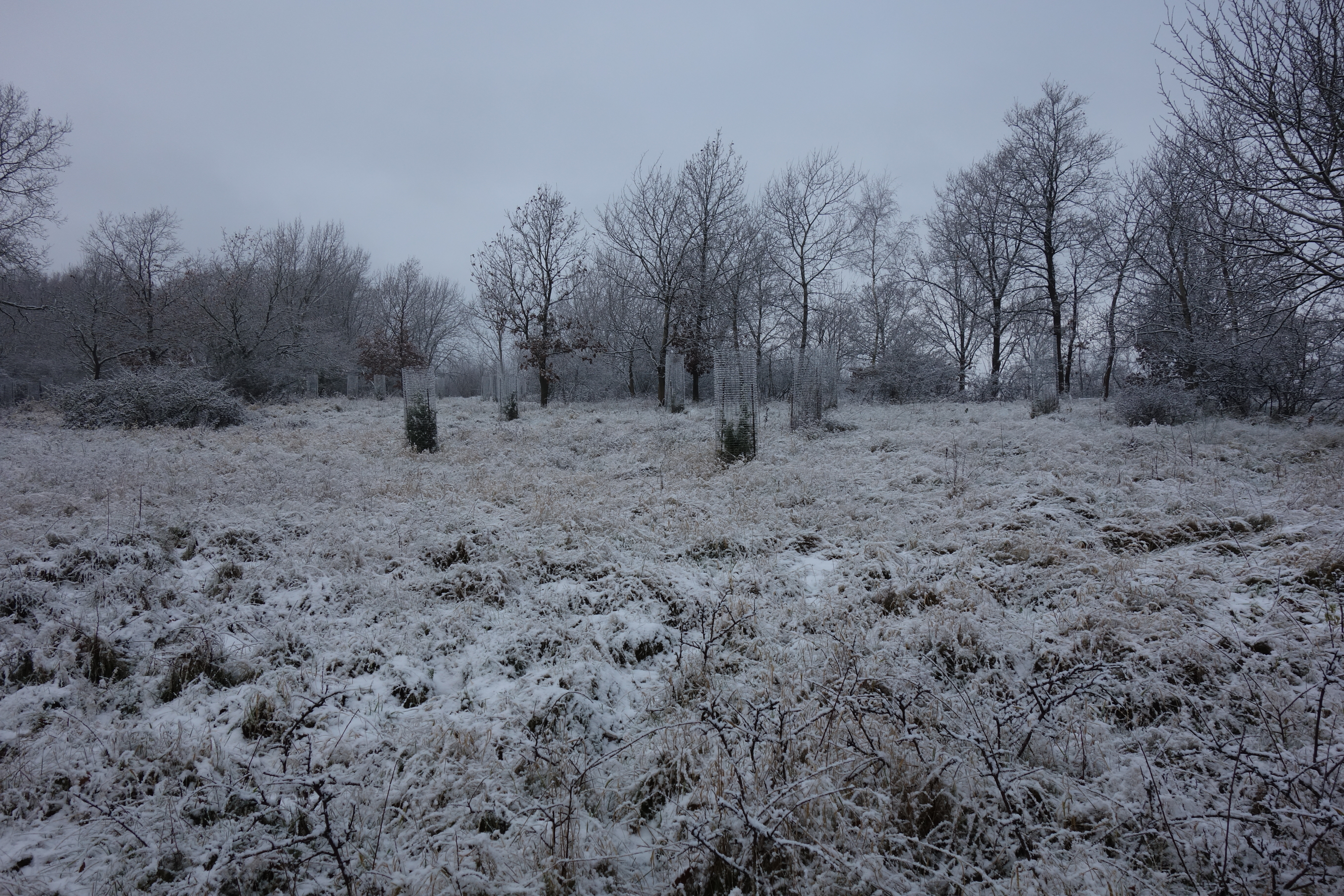
Blick in östlichen NSG-Teil

Das Naturschutzgebiet Hölzchen mit einer Größe von 1,13 ha liegt nördlich von Wallen im Stadtgebiet von Meschede. Das Gebiet wurde 1994 mit dem Landschaftsplan Meschede durch den Hochsauerlandkreis als Naturschutzgebiet (NSG) mit einer Flächengröße von 1,7 ha ausgewiesen. Bei der Neuaufstellung des Landschaftsplanes Meschede wurde das NSG erneut ausgewiesen und um einen Bereich mit dort befindlicher Jagdhütte verkleinert. Bei der Verkleinerung wurde ein Bereich, in dem eine Jagdhütte stand, aus dem NSG genommen.
Südlich vom NSG liegen Äcker und Grünland, das zum Landschaftsschutzgebiet Ortsnahe Freiflächen bei Wallen gehört. Der Wald westlich, nördlich und östlich gehört zum Landschaftsschutzgebiet Meschede.

## Gebietsbeschreibung
Beim NSG handelt es sich um die Reste einer Wacholderheide auf dem Flachrücken des Handfledes. Die Heide im östlichen Teil des NSG wurde früher beweidet. Der kleinere, westliche NSG-Teil wird durch ein Feldgehölz aus Eiche, Buche und Birke im mittleren Baumholzalter und standortheimischem Strauchunterwuchs gebildet. Der Ostteil zeugt von einer ehemaligen Heidefläche, die sich früher weiter über die Schutzgebietsgrenze hinaus nach Westen den Hahnenberg-Grat hinaufzog. Sie war vor den 1990er Jahren dichter mit Gehölzen bewachsen, wurde aber im Rahmen eines Flurbereinigungsverfahrens in den 1990er Jahren wieder weitgehend freigestellt. Um 2020 stellte sich die Grünlandfläche als mesophiles Grünland dar. Sie hatte 2020 einen lockeren Gehölzbewuchs aus Eichen, Espen und Birken und verschiedenen Straucharten wie Weißdorn. Zudem wurde hier durch die Biologische Station Hochsauerlandkreis Wacholder auspflanzt, die aus Beeren der örtlichen Wacholder vom Botanischen Garten Marburg gezogen wurden.
Zur Problematik der Erhaltung der Heide führt der Landschaftsplan aus: „Teilflächen werden gemulcht; offenbar ist eine Ausmagerung der Fläche sehr schwierig und erfordert einen stärkeren Beweidungsdruck. Um in Zukunft wieder als Zeugnis für die im 19. Jahrhundert noch ausgedehnten Heideflächen auf devastierten Böden zu dienen, sind auch regelmäßige (und stärkere) Eingriffe in den Gehölzbestand erforderlich, dabei sollten die Zitterpappeln vorrangig beseitigt werden. Aufgrund der Nähe zur Halloh-Kapelle und der Lage an dem Kreuzweg, der von Berge dorthin führt, kommt diesem Erhaltungsaspekt landschaftlicher Besonderheiten hier eine erhöhte Bedeutung zu.“
Das Fachinformationssystem des Landesamtes für Natur, Umwelt und Verbraucherschutz Nordrhein-Westfalen führt zum NSG aus: „Der strukturreiche Biotopkomplex ist ein wertvoller Refugial-Lebensraum innerhalb der ansonsten intensiv landwirtschaftlich genutzten Feldflur der Innersauerländer Senke um Meschede-Wallen.“
Die Gehölzsukzession soll durch regelmäßige Pflegeeingriffe zugunsten einer Erhaltung und Förderung des Magergrünlandanteils zurückgedrängt werden und das Grünland möglichst intensive Beweidung mit Schafen und Ziegen beweidet werden.

## Tier- und Pflanzenarten im NSG
Auswahl vom Landesamt für Natur, Umwelt und Verbraucherschutz Nordrhein-Westfalen dokumentierter Tierarten sind Dorngrasmücke und Goldammer. 
Auswahl vom Landesamt dokumentierter Pflanzenarten im Gebiet: Besenginster, Besenheide, Dreizahn, Echter Wurmfarn, Echtes Labkraut, Färber-Wau, Hecken-Kälberkropf, Heidelbeere, Huflattich, Jakobs-Greiskraut, Roter Fingerhut, Rotes Straußgras, Rotschwingel, Salbei-Gamander, Waldgeißblatt, Weiches Honiggras und Wiesen-Wachtelweizen.

## Schutzzweck
Zum Schutzzweck des NSG führte der Landschaftsplan auf: „Erhaltung eines Feldgehölzes und Wiederentwicklung einer ehemaligen Heidefläche auf gleichem Standort als schutzwürdiges Relikt der historischen Landnutzung; Sicherung des ökologischen Wertes und der landschaftsbelebenden Wirkung dieses Kulturlandschaftsrelikts, das auch aufgrund seiner Lage im Bereich der bedeutsamen Halloh-Kapelle von regionaler Bedeutung ist.“